# Антоньев, Валентин Андреевич
Валентин Андреевич Антоньев (англоязычный вариант фамилии — англ. Antonieff; 4 марта 1877, Екатеринослав — 1962 или 26 августа 1962, Брисбен) — священнослужитель Сиднейской и Австралийско-Новозеландской епархии Русской православной церкви заграницей, протопресвитер (1951—1962).
В 1899 году был капелланом императорской армии. Дважды ранен, неоднократно награждён. Иммигрировал в Австралию в 1922 году после окончания гражданской войны. Первоначально работал шахтёром. Позже принял сан протоиерея и настоятеля Николаевского собора в Брисбене.
Обвинялся в связях с фашизмом и поддержке идей Адольфа Гитлера и Константина Родзаевского. Три года во внесудебном порядке содержался в заключении. Современные же источники считают, что Антоньев связан с фашистскими настроениями в стране не был.

## Биография

### До эмиграции
Валентин Антоньев родился в Екатеринославе 4 марта 1877 года (ныне Днепр, Украина) в семье священника Андрея Захаровича Антоньева и его жены Александры Григорьевны. Был студентом Мариупольской, Екатеринославской и Ардонской духовных семинарий, закончил последнюю в 1905 году. Поступил на казённый кошт в Кавказскую духовную академию, но вынужден был её покинуть в 1908 году.
Первоначально Антоньев служил в городе Спасске Приморской области. В 1899 году в качестве капеллана вступил в Русскую императорскую армию. В ней во время Первой мировой войны осуществлял религиозную поддержку 1-й Сибирской стрелковой дивизии. При нахождении в армии получил два ранения и был трижды награждён Николаем II (по другим данным, награждён два раза). Этими наградами стали знак отличия «За храбрость» с правом ношения наперсного креста на георгиевской ленте и орден Святой Анны II степени. С началом Гражданской войны вступил во Вторую сибирскую армию адмирала Колчака (Белое движение) и назначен деканом 3-го Степного Сибирского армейского корпуса генерала Вержбицкого. Позже стал главным капелланом всей 2-й сибирской армии, где руководил входящими в её состав 108 священниками.
После поражения в 1922 году, как и многие белогвардейцы, направился в Китай через Владивосток. Там провёл около года в Шанхае и отошёл на пароходе «St. Albans» в Австралию, прибыв в Таунсвилл (штат Квинсленд) 19—20 ноября (или 24 сентября) 1923 года.

### В Австралии
Прибыв в страну изначально работал на строительстве железной дороги по маршруту Кэрнс-Иннисфейл. Следом он устроился в шахтёрский городок Маунт Маллиган, где работал 3,5 года вплоть до 1927 года. После этого менее года работал за стокером на поезде.
В 1920-х годах количество русских эмигрантов в Австралии неуклонно стало расти. В связи с этим понадобилось расширить деятельность РПЦЗ. Протопресвитером тогда был отец Александр Фёдорович Шабашев, эмигрировавший на 2 года раньше, после служил проповедником в Китае полгода и затем прибыл в Австралию. Шабашев основал Николаевский собор в Брисбене и стал главой РПЦЗ в Квинсленде. Данный собор долгое время оставался единственным храмом в стране, который был построен в русском православном стиле. В то же время новые мигранты нередко селились далеко от этой церкви в сельских регионах, например, в долине Каллид и районе Чайлдерс, в связи с чем там требовался свой настоятель. Тогда Антоньев по просьбе Шабашева вернулся к служению, направившись туда, и основание новой церкви за пределами Брисбена во многом стало его заслугой.
Когда Шабашев иммигрировал в США в 1929 году, он передал свой пост Антоньеву, который занял его на 3 года, после чего, в 1932 году, Валентин Андреевич покинул пост и получил должность настоятеля Никольского собора на Валчер-стрит в Брисбене. В качестве протоиерея он много путешествовал по штату Квинсленд. В своих путешествиях Антоньев закупил множество книг, расширив библиотеку собора, и учредил при нём воскресные школы. Здесь же у него зародилась идея построить ещё один храм в честь святителя Николая Чудотворца. Но по данным австралийского учёного-русиста Томаса Пула и Национального архива Австралии, Антоньев воспринимал это сооружение больше как мемориал памяти «принявшего мученическую смерть» императора всероссийского. При этом с подобной ролью храма были согласны если не все, то большинство прихожан. В здании стоит киот-памятник Николаю II, надпись на постаменте которого гласит: «Скорбной памяти Царя-мученика [Вензель] „Н ||“ (1896—1917) Верноподданные казаки Сибирского казачьего войска и кадеты Сибирского кадетского корпуса».
Первым старостой этого храма был Евгений Николаевский. До эмиграции он был юристом. Николаевский стал вдохновителем строительства наряду с Антоньевым. Для нового храма разработали два проекта, однако первый из них сочли излишне дорогим в постройке. Поэтому был принят проект Григория Мехоношина. Для сбора денежных средств на строительство собора давались концерты и проводились прочие публичные выступления.
В ноябре 1939 года Антоньев натурализировался. Раньше он планировал вернуться в Россию, но после получения подданства отказался от данной идеи. Столкнувшись после окончания войны с очередным увеличением числа русских мигрантов, синод РПЦ заграницей 17 декабря 1951 года назначил Антоньева протопресвитером в Австралии. На этой должности он проработал вплоть до самой смерти.
Скончался в Брисбене 26 августа 1962 года.

## Семья
В 1907 году он женился на М.М. Михаельской. При эмиграции мужа она вместе с четырьмя детьми  осталась в России, и прибыла к нему в декабре 1924. К 1937 году семья Антоньевых состояла из 9 человек, имена её членов (кроме жены и двух сыновей — Андрея и Элина, которые были торговцами мебелью в Митчелтоне) неизвестны.

## Подозрения в связях с фашизмом

### Предыстория
Брисбен, место жительство Антоньева, стал главным центром и основным местом проживания русских эмигрантов, выехавших из страны после окончания Гражданской войны. По документам австралийской миграционной службы (англ. Department of Home Affairs) в страну прибыло 4711 россиян, большая часть — через китайский город Харбин. Часть из них привезла с собой и идеи русского фашизма.
Согласно данным служб безопасности, начало Великой Отечественной способствовало воодушевлению и оживлению фашистов, ввиду того, что бывшие члены белого движения надеялись, что страна будет «освобождена от коммунизма» Гитлером. Лидерами фашистского движения считались два человека, оба были связаны с церковью — член приходского совета Свято-Николаевского храма в городе Брисбен Иван Павлович Рождественский (парикмахер на Стенли-стрит) и протоиерей и настоятель Никольского собора Валентин Андреевич Антоньев. Также в состав группы входили некто Шевцов (предположительно, зять Антоньева) и Нагих, занимавший должность казначея движения. Внутренние агенты доносили, что минимум три четверти русскоязычного населения Брисбена и штата Квинсленд нелояльно настроены к Британской империи, а некто Гзель, член общины сообщал, что до 80%.
К началу Второй мировой среди них окончательно сформировалась фашистская группа, возглавляемая Рождественским. Он родился в Томске, в Первую мировую сражался с немцами, а в гражданскую, на стороне армии Колчака, — с «красными». По данным правительства Австралии, он стал антикоммунистом после того, как правительство отказало ему в возвращении после голода 1932-33 годов. Именно его считали лидером фашистов.

### Обвинения
В 1940 году в штаб командования его разведывательный отдел (англ. Intelligence department of the general staff, ISGS) передал письмо следующего содержания:
«Дополнительное доказательство фашистских и антисемитских симпатий Антоньева содержится в письме, опубликованном в „Брисбен Телеграф“ 5 марта 1940 г. В этом письме он высказывается по поводу пятиконечной звезды в выражениях, которые допускает только фашистско-нацистская и антисемитская пропаганда»
«Братья Антоньевы, как и их отец В. Антоньев, протоиерей Русской православной церкви на Валчур-стрит в Южном Брисбене , известны как принадлежащие к русской фашистской группе»
Таким образом в данном письме подтверждались подозрения о том, что подавляющая часть русских белогвардейцев является фашистами. Они поддерживают отношения с фашистской партией в Болгарии и получают газету этой организации. Также, по данным разведки, большинство из них рассматривает падение Британской империи, одного из основных врагов Гитлера, как шаг к уничтожению коммунистического строя в СССР (по данным разведки, они, салютуя портрету Гитлера, утверждали о падении коммунистов за 2—3 недели благодаря внезапному нападению). Значительная часть из них, по этим же данным, хранит обиду на Британию за то, что она хуже всего обошлась с белоэмигрантами, отказавшись принимать большую часть из них в метрополии и ссылая в свои колонии.
Лично об Антоньеве в данных письмах доносилось то, что он и его двое сыновей являются членами «русской фашистской группы», а также то, что у него в личной комнате в храме имеется фотография Адольфа Гитлера, обитая свастикой. Антоньев неоднократно как священнослужитель и один из неформальных лидеров общины рекомендовал вернуть на работу людей, которые были отлучены от работы в порту за различные правонарушения. В данном извещении рекомендовалось не прислушиваться к словам священника и не принимать сказанное им за критерий лояльности данных личностей.
Помимо этих данных в симпатиях к нацизму Антоньева обвинял член общины белых мигрантов Гзель (по утверждению Квинслендской полиции он являлся уважаемым и высокообразованным человеком, который занимал высокую должность в дореволюционной России и писателем), который также утверждал то, что священник украл у него дорогую университетскую книгу. В личной переписке с членом ISGS он заявил, что не собирается заявлять об этом в полицию штата, а лишь наймёт частного детектива, чтобы разобраться в происшествии. Однако в следующем рапорте агента ISGS Гзель был назван предполагаемым агентом Японии из-за его дружбы с профессором Сейта из Японии и таким образом человеком, имеющим предвзятое и бездоказательное мнение. Тем не менее он был назван относительно надёжным источником по предполагаемой фашистской группе.
В 1941 году, по донесениям некого одессита и благодаря сбору и анализу ранее полученной информации, ISGS установила весь предполагаемый состав группы. Помимо Рождественского, Антоньева, Шевцова и Нагих туда вошли рабочие Пешков, Пожарский и Кусков. Также ещё одним лидером считался Акимо Бродерлов, его семья, по донесениям полиции, носила значки со свастикой в школу. В том же рапорте ставился вопрос о том, является ли эта группа единственной, или Белое движение, привезя с собой нацизм, распространило его по всей стране.
В 1942 году (предположительно 18 апреля, но данные разнятся) Антоньева и ещё 27 человек, которые предположительно, входили в группу, арестовали и без суда и следствия направили в лагерь для военнопленных Лавдей в Южной Австралии. Оттуда их отпустили за недоказанностью вины лишь в конце войны. Директор ISGS, тем не менее, установил для Антоньева персональные ограничения — домашний арест и запрет на связи с иностранцами. Но данный запрет вскоре сняли из-за массовых протестов вернувшихся после войны к обычной жизни мигрантов, которые желали возвращения любимого ими настоятеля.

### Современные данные
По выводам современных австралийских историков-русистов, в частности Томаса Пула, эти данные были несколько преувеличены. Симпатии к фашизму/нацизму безусловно были, но не в таких масштабах, какими себе их представляли австралийские службы. По этим же данным, около 40-50 человек были «запятнаны связями с фашизмом», при том что всего в штате было около трёх тысяч эмигрантов из России, которые преимущественно занимались земледелием. Затем многие из них перебирались в Брисбен, где возник центр миграции. Там появились русскоязычные учебные заведения, устраивались собственные концерты и постановки, находилась внушительная библиотека и несколько собственных журналов и газет. Главным местом общественной жизни был храм святого Николая (который ныне включён в список объектов культурного наследия Австралии).
По данным Пула, тогда даже ISGS признавала, что большая часть русского населения придерживалась или демократических, или консервативно-монархических, но в любом случае, ярых антикоммунистических принципов. Но по его же мнению, данные о количестве фашистов специально так завысили, чтобы оправдать столь жёсткие меры. Скорее всего это было связано с тем, что «Зелёный континент» впервые за всю свою историю столкнулся с возможностью вторжения реального противника (Японской империи). Многие русские прибыли из Маньчжурии (которую захватила Япония и превратила в зависимое от себя государство Маньчжоу-Го), поэтому могли оказаться шпионами. И наиболее активных из них требовалось изолировать.
По данным этих же исследований, Антоньев был идеальным кандидатом ввиду того, что обладал крайне вспыльчивым характером. Полиции неоднократно приходилось разводить его потасовки с диссидентами. В 1935 году он и вовсе возомнил себя консулом, имеющим право на переговоры с правительством штата от имени всей общины. По мнению члена церковной общины Долотова, «священник заразился „распространенной болезнью эмигрантов“, а именно „непреодолимым желанием препятствовать другим в общественной работе и страхом, что каждый русский эмигрант способен выделиться из общей массы и стать лидером“».
В 1937 году трения перешли в открытый конфликт. Витошинский, другой член общины, подал иск на Антоньева, обвиняя его в оскорблении и клевете. В суде Валентин Андреевич это отрицал, называя при этом Витошинского агентом большевиков и «возмутился его тёмным прошлым» (Витошинский — бывший униат, он подчинялся власти Папы Римского как и католики, но придерживался православных взглядов). В эту историю вмешался Рождественский, защищая Антоньева. Практически безоговорочно доказанная связь последнего с национал-социалистами, по мнению Пула, и стала причиной преследования Антоньева.
По мнению Николая Аполлоновича Байкова, белоэмигранта и писателя, «этот постыдный случай оставил несмываемый след на русских того поколения и даже привел к смерти одного из заключённых».